# 郭彤彤
郭彤彤（1988年4月19日—），中國演員，上海人，出生於上海靜安區。上海話劇藝術中心演員。

## 電視劇

### 台灣
- 中視
  - 《龍行天下》（龍遊天下第二部）

### 大陸
- 《龍遊天下Ⅱ》2010年 飾演-歐陽明珠
- 《大嫁风尚》2015年 饰演尤娇娇
- 《偽裝者》2015年 饰演桃子
- 《我的前半生》2017年 饰演小董
- 《三十而已》2020年 饰演Jenny
- 《理智派生活》2021年 饰演金太太

## 話劇

### 大陸
- 《雷雨》飾演-四鳳
- 《松子的愛》飾演-松子

## 外部連結
- 郭彤彤新浪微博